# Koedoeberg (Hardap)
Der Koedoeberg ist ein Berg in Namibia mit einer Höhe von 1680 m. Der Berg liegt rund 8 km nördlich von Rehoboth.
Westlich des Koedoeberges liegt der Tsebrisberg.